# Pagidolaphria egregia
Pagidolaphria egregia là một loài ruồi trong họ Asilidae. Pagidolaphria egregia được Wulp miêu tả năm 1898.